# 楊建平
楊 建平（よう けんぺい、1898年 - 1949年）は、中国の政治家、官僚、外交官、軍人、実業家、教育者。広東省中央銀行副総裁、上海商務局長、潮山税関監督署長、第11軍後方部大佐局長、国民革命軍少将、復旦大学教授、政法大学教授、農民工民主党創設者の一人。

## 人物・経歴
誕生から日本留学を経て教員となるまで
1898年、広東省大布県白侯鎮後南村に旧名、楊金坤として生まれる。
広東高等師範学校を経て、1925年、立教大学文学部を卒業（大学令による第1回卒業生）。
同年、中国に帰国後、復旦大学、光華大學、滬江大学、政法大学で講師、教授を歴任。
外交官、官僚、軍人、実業家として
その後、上海商務局長となり、1928年、第11軍司令官陳銘樞中佐の秘書、第11軍後方部大佐局長を務める。
翌1929年4月には外務省から潮山税関監督署長および広東省汕頭特別交渉官に任命され、同年末には、国民革命軍総政治部上海事務所少将および北京・上海駐屯軍司令部ガオシェン少将を務める。
1931年に広東省に戻り、広東省中央銀行副総裁を務める。
1932年には、逓信省郵便貯金・送金事業局総合官に就任する。日本軍が上海を攻撃すると（第一次上海事変）、上海に駐屯していた十九路軍は蔡廷鍇陸軍司令官と蔣光鼐総司令官の指揮の下で抵抗蜂起するが、建平は日本に抵抗するために同省の郵便貯金総局資金を密かに移送して十九路軍を支援した。
第一次上海事変（一・二八事件）後、蒋介石は共産主義鎮圧のため、十九路軍を福建省に移駐させるが、1933年11月20日、蔡廷鍇らは福建事変を起こし、蒋介石を攻撃するため出兵する。建平は福建事件に参加し福建省政府経済委員会委員を務めた。
事件が失敗に終わった後、建平は対日十九路軍を支援するために外国為替産業局から巨額の資金を利用したとして蒋介石から指名手配されたが、幸いなことに中国共産党地下党の協力を得た。
香港へ亡命
香港に亡命した建平は、商売に従事する。その後、蒋介石は英国香港当局に対して、有罪判決を下すため公的資金汚職の罪で同氏の引き渡しを要請した。 この訴訟は香港からロンドンで起こされるが、ロンドン高等法院は、これは両者間の「政治的意見の相違」であり、個人の汚職には当たらないとの判決を下し、建平が勝訴した。
楊建平は農民工民主党創設者の一人で、連蓮や張内斉らと長年にわたり交流があったが、中華人民共和国建国前夜の1949年に北京での会談のあと、船で香港に戻る途中で病死した。
建平は太平洋戦争が開戦した際には、香港は次々と陥落する中、香港の倉庫に保管されていた物資（主に医薬品）を広州の人々に販売させて、その収益を中国共産党東江縱隊の支援に充てた。また、業界関係者が困難を乗り越え、本土に戻って作業に参加できるよう、生活費を提供している。